# Ommatius densus
Ommatius densus là một loài ruồi trong họ Asilidae. Ommatius densus được Martin miêu tả năm 1964. Loài này phân bố ở vùng nhiệt đới châu Phi.